# Kamisaka Sekka
Kamisaka Sekka (神坂 雪佳, 1866 – 1942) foi um artista japonês considerado o último grande proponente da tradição artística da Escola Rimpa.

## Educação e carreira

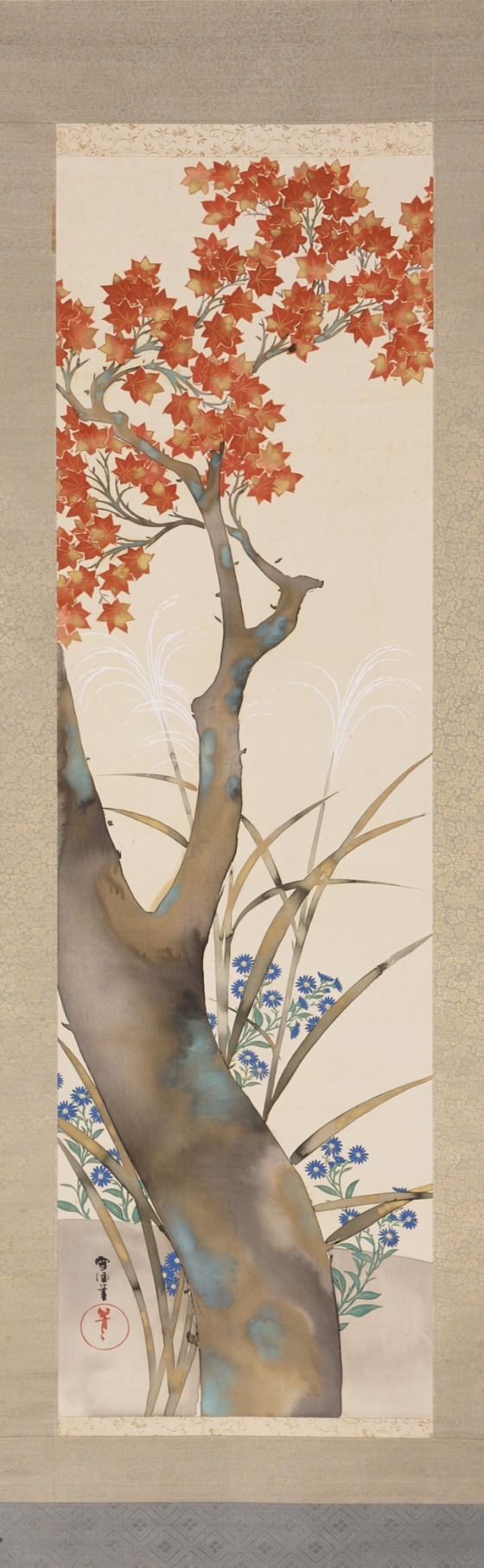
Аutumn Maple
Kamisaka Sekka

Nascido em Quioto em uma família Samurai, seu talento para a arte e design logo foi notado. Foi introduzido ao estilo Maruyama–Shijō pelo artista nihonga Suzuki Zuigen e, quando retornou da Europa em 1888, passou a estudar o estilo de pintura e design Rimpa com a supervisão de Kishi Kokei.
A medida em que os estilos japoneses de arte tornaram-se antiquados, o Japão implementou políticas para promover um estilo artístico único no país, atualizando o status de artistas tradicionais que que infundiram em seu ofício uma dose de modernismo. Sekka foi enviado pelo governo japonês ara Glasgow, onde sofreu substanciais influencias de Art Nouveau. Ele procurou entender mais sobre a atração ocidental pelo japonismo, assim como quais os elementos ou facetas da arte japonesa eram mais atraentes ao Ocidente. 
Retornando ao Japão, ele lecionou na recém inaugurada Escola municipal de artes de ofícios de Quioto, experimentando gostos, estilos, e métodos ocidentais ao incorporá-los em suas obras mais alinhadas ao estilo japonês de arte. Assim, enquanto encaixava-se no objetivo japonês tradicional, caracterizando-se também pelo estilo Rimpa de pintura, o efeito geral de sua produção era bastante ocidental e moderno. Ele utilizada cores brilhantes em grandes superfícies, suas figuras parecem estar à beira de padrões ou representações aplicáveis de um determinado assunto; as cores e padrões parecem quase "estourar", dando a impressão de que as pinturas teriam uma qualidade tri-dimensional.

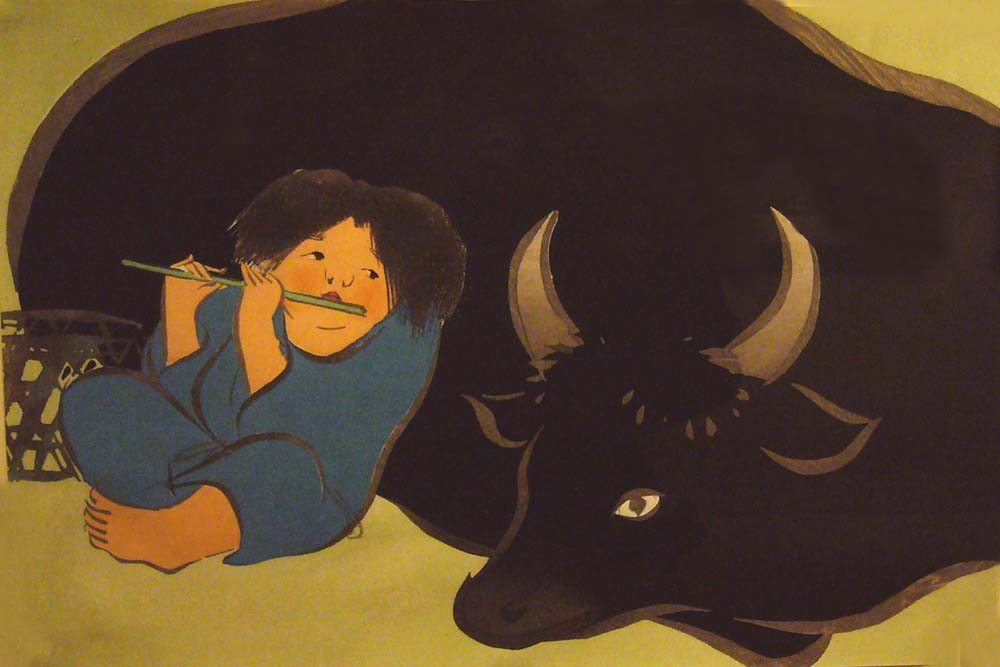
Da série Momoyagusa, 1909 - 1910

### Momoyagusa
Momoyagusa (Um mundo de coisas) é considerada a obra-prima de impressão em madeira de Kamisaka Sekka. O conjunto em três volumes foi encomendado entre 1909 e 1910 pela editora Unsōdō de Quioto. O nome japonês das séries pode ser primeiramente encontrado na coleção de textos poéticos Man'yōshū, que se refere a uma erva outonal de várias folhas (momoyogusa), possivelmente um crisântemo ou absinto. O trabalho de sessenta imagens apresenta uma variedade de paisagens, figuras, temas clássicos e outros inovadores, capturados em um espaço pequeno. Momoyagusa evidencia o completo domínio de Sekka ao estilo Rimpa tradicional, além de exemplificar a combinação de sua abordagem e compreensão das inovações que influenciavam o Japão nessa época.